# Teresa Pola
Teresa Giuseppa Walpurga hraběnka z Pola (2. dubna 1778, Treviso – 23. dubna 1815, zámek Schwaigern, Badensko-Württembersko) byla italská šlechtična a manželka známého rakouského generála Adama Alberta Neipperga.

## Život
Narodila se do prastaré šlechtické rodiny Polů, jež podle genealogické legendy navazuje na starověký římský patricijský rod Sergiů. Jejími rodiči byli Antonio hrabě Pola (1732–1822) a Maria Antonia Floriana, rozená hraběnka della Torre et Valsassiny. Dědečkem byl hrabě Paolo di Pola a babičkou Felicitas, rozená z Colloredo. Teresa měla tři sourozence: bratra Paola Luigiho (1773–1841), sestru Sergii a bratra Giovanni Battistu.
Roku 1797 se provdala za Jana Křtitele hraběte Remondiniho, manželství zůstalo bezdětné. Brzy se zamilovala do rakouského šlechtice a vojáka Adama Alberta z Neippergu, proto se s prvním manželem dala rozvést a roku 1806 se konala druhá svatba.
Krátce po svatbě žili manželé Neippergovi ve Vídni, později se odstěhovali na zámek Schwaigern nedaleko Stuttgartu. Adam Albert byl velitelem císařského rakouského vojska v napoleonských válkách. Na jedné ze svých cest našel novou známost, císařovnu Marii Luisu, se kterou již krátce po Terezině smrti roku 1814 odcestoval do Francie a Švýcarska. Roku 1821 se s ní v Parmě oženil.
Teresa zemřela půl roku po čtvrtém porodu v dubnu roku 1815. Bylo jí pouhých třicet šest let.

## Děti
Z manželství s Adamem Neippergem vzešli čtyři synové:
- 1. Alfred, hrabě z Neippergu (26. 1. 1807, Schwaigern, Bádensko-Württembersko – 16. 11. 1865), I. manž. 1835 Giuseppina Grisoni (1808–1837), II. manž. 1840 Marie Württemberská (30. 10. 1816, Stuttgart – 4. 1. 1887, tamtéž)
- 2. Ferdinand, hrabě z Neippergu (1. 11. 1809 – 22. 4. 1843), svobodný a bezdětný
- 3. Gustav, hrabě z Neippergu (10. 9. 1811 – 27. 12. 1850, Stuttgart), svobodný a bezdětný
- 4. Ervín František hrabě z Neippergu (6. 4. 1813, Schwaigern, Bádensko-Württembersko – 2. 3. 1897, tamtéž), c. k. generál jezdectva, I. manž. 1845 Henrietta z Valdštejna (23. 12. 1823 – 18. 7. 1845), II. manž. 1852 Marie Rosa z Lobkowicz (13. 6. 1832, Vídeň – 15. 2. 1905, tamtéž)